# Bubalornis
Bubalornis A. Smith, 1836 è un genere di uccelli passeriformi della famiglia Ploceidae, diffusi nell'Africa subsahariana.

## Biologia
Questo genere di volatili sono gregari e costruiscono nidi molto resistenti e strutturalmente complicati.

## Tassonomia
Comprende le seguenti 2 specie:
- Bubalornis albirostris (Vieillot, 1817) - tessitore dei bufali beccobianco
- Bubalornis niger A. Smith, 1836 - tessitore dei bufali beccorosso